# Наймач
Найма́ч (також найма́чка, винайма́ч, винайма́чка, оренда́р, оренда́рка) — фізична або юридична особа, яка за договором найму (оренди) приймає майно у користування за плату на певний строк.

## Опис
Фізична особа, яка бажає укласти договір оренди державного майна, до його укладення зобов'язання зареєструватись як суб'єкт підприємницької діяльності — фізична особа.
Орендар (наймач) — це фізична або юридична особа (суб'єкт господарювання, організація) яка бере у тимчасове користування нерухоме або рухоме майно. У договорі оренди це — сторона якій передано майно в оренду за окрему плату у тимчасове користування, де друга сторона це- Орендодавець (власник, суб'єкт господарювання, організація) яка передає в оренду майно для орендаря.
Наймач (З практики застосування термінів, слів та словосполучень у юриспруденції) — термін рівнозначний терміну «Орендар».
Орендар — суб'єкт господарювання або фізична особа, які приймають в оренду торгові приміщення (площі), та/або майно (устаткування, обладнання), підсобні приміщення (споруди), що становлять об'єкт оренди.
Застаріле слово «посесор» — орендар державного маєтку разом з приписаними до маєтку селами. Існували в Польщі, зокрема у XVIII ст., а після її поділу — на землях, захоплених Росією (Білорусь, Правобережна Україна тощо).

## Основні права та обов'язки орендаря
- Орендар має переважне право перед іншими суб'єктами господарювання на продовження строку дії договору оренди.
- Орендар може бути зобов'язаний використовувати об'єкт оренди за цільовим призначенням відповідно до профілю виробничої діяльності підприємства, майно якого передано в оренду.
- Орендар зобов'язаний берегти орендоване майно відповідно до умов договору, запобігаючи його псуванню або пошкодженню, та своєчасно і в повному обсязі сплачувати орендну плату.
- Орендар відшкодовує орендодавцю вартість орендованого майна у разі відчуження цього майна або його знищення чи псування з вини орендаря[13].